# Fabio Ingolitsch
Fabio Ingolitsch (* 10. April 1992) ist ein ehemaliger österreichischer Fußballspieler und nunmehriger -trainer.

## Karriere

### Als Spieler
Ingolitsch begann seine Karriere beim SK Bischofshofen. Im August 2007 spielte er erstmals für die zweite Mannschaft von Bischofshofen in der achtklassigen 3. Klasse. Nach drei Einsätzen für die B-Mannschaft wurde er im September 2007 bereits in die Kampfmannschaft hochgezogen und durfte seine ersten Partien in der 1. Landesliga machen. Aus dieser stieg er mit dem Klub 2009 allerdings ab. Insgesamt kam er für Bischofshofen zu 54 Einsätzen in der viert- und fünfthöchsten Spielklasse.
Zur Saison 2010/11 wechselte er zum Regionalligisten TSV St. Johann. In St. Johann kam er insgesamt achtmal in der Westliga zum Einsatz. Bereits nach einem halben Jahr kehrte der Mittelfeldspieler wieder nach Bischofshofen zurück. In den folgenden eineinhalb Jahren kam er zu 32 Einsätzen in der fünfthöchsten Liga. Zur Saison 2012/13 schloss er sich dem viertklassigen SC Golling an. Mit Golling stieg er zu Saisonende aus der Salzburger Liga ab. In zwei Spielzeiten in Golling kam er zu 53 Einsätzen in den Spielstufen vier und fünf. Zur Saison 2014/15 wechselte Ingolitsch ein drittes Mal zum Ligakonkurrenten Bischofshofen. Diesmal absolvierte er 14 Partien in der 1. Landesliga.
Im Jänner 2015 bereits kehrte er aber wieder nach Golling zurück. Mit Golling stieg er am Ende der Saison 2014/15 wieder in die Salzburger Liga auf. Während seines zweiten Engagements in Golling kam er zu 30 Einsätzen, in denen er 13 Mal traf. Zur Saison 2016/17 kehrte er abermals nach Bischofshofen zurück, das mittlerweile ebenfalls wieder in die vierte Liga aufgestiegen war. In der Salzburger Liga absolvierte er 15 Partien für die Bischofshofener. Im Jänner 2017 schloss er sich dem fünftklassigen SV Schwarzach im Pongau an, bei dem er elfmal spielte. Zur Saison 2017/18 wechselte er zum viertklassigen SV Kuchl. Nach sieben Einsätzen für Kuchl in der Salzburger Liga beendete Ingolitsch, der zu jenem Zeitpunkt bereits hauptberuflich als Co-Trainer bei Liefering arbeitete, in der Winterpause im Alter von 25 Jahren seine Karriere als Aktiver.

### Als Trainer
Ingolitsch war zwischen 2012 und 2014 Jugendtrainer bei seinem Heimatverein SK Bischofshofen. Zur Saison 2017/18 wurde er Co-Trainer vom Trainerduo Janusz Góra und Gerhard Struber beim Zweitligisten FC Liefering, dem Farmteam des FC Red Bull Salzburg. Auch unter dem Nachfolger Bo Svensson blieb Ingolitsch Co-Trainer. Nachdem Svensson im Januar 2021 nach Mainz gewechselt war, übernahm der Salzburger U-18-Trainer Matthias Jaissle Liefering, während Ingolitsch die Salzburger U-18 als Cheftrainer übernahm. Im Oktober 2021 schloss Ingolitsch erfolgreich das UEFA-Pro-Diplom ab und wurde somit der jüngste Pro-Lizenz-Trainer (mit 29 Jahren) in Österreich. Zuvor war er im April 2016 nach Abschluss der A-Lizenz mit 24 Jahren bereits der jüngste A-Lizenz-Trainer gewesen.
Zur Saison 2022/23 kehrte Ingolitsch als Cheftrainer zum Farmteam Liefering zurück. Die Saison 2022/23 verlief für Liefering enttäuschend, man beendete die Spielzeit als Neunter und sicherte sich den Klassenerhalt erst am vorletzten Spieltag. Nach Saisonende trennte sich der Klub daraufhin von Ingolitsch.
Zur Saison 2024/25 übernahm er die zweite Mannschaft des FC Zürich in der Schweiz. Nach nur zehn Spielen im Amt kehrte Ingolitsch im Oktober 2024 nach Österreich zurück und wurde Trainer von Bundesligist SCR Altach.

## Persönliches
Ingolitsch, der bis zu seinem Trainer-Engagement 2017 bei Liefering immer nur im Amateurbereich tätig gewesen war, ist studierter Geografie- und Psychologie und Philosophie--Lehrer. Sein jüngerer Bruder Sandro (* 1997) hat im Gegensatz zu ihm den Sprung zum Profifußballer geschafft.